# 杨家桥街道
杨家桥街道，是中华人民共和国湖南省永州市冷水滩区下辖的一个乡镇级行政单位。2015年11月16日，仁湾镇与杨家桥街道成建制合并设立杨家桥街道。

## 行政区划
杨家桥街道下辖以下地区：
解放路社区、伍家院社区、狮子口社区、将军岭社区、宋家洲社区和长丰社区。